# المقبابة (ذي السفال)

تعديل مصدري - تعديل

المقبابة محلة تابعة لقرية النصيل، التابعة لعزلة العداني بمديرية ذي السفال إحدى مديريات محافظة إب في الجمهورية اليمنية، بلغ تعداد سكانها 36 حسب تعداد اليمن لعام 2004.